# Ulmetu (okręg Vâlcea)
Ulmetu – wieś w Rumunii, w okręgu Vâlcea, w gminie Copăceni. W 2011 roku liczyła 370 mieszkańców.